# Pihlajavesi
Pihlajavesi este o arie protejată (arie specială de conservare — SAC, sit de importanță comunitară — SCI) din Finlanda întinsă pe o suprafață de 36.737 ha, integral pe uscat.

## Localizare
Centrul sitului Pihlajavesi este situat la coordonatele 61°44′22″N 28°52′17″E / 61.7394°N 28.8714°E.

## Înființare
Situl Pihlajavesi a fost declarat sit de importanță comunitară în august 1998 pentru a proteja 3 specii de animale. Situl a fost protejat și ca arie specială de conservare în aprilie 2015.

## Biodiversitate
Situată în ecoregiunea boreală, aria protejată conține 14 habitate naturale: Lacuri și iazuri distrofice naturale, Cursuri de apă de la nivel de câmpie la nivel montan, cu vegetație Ranunculion fluitantis și Callitricho-Batrachion, Pajiști fino-scandinave uscate până la mezice, bogate în specii de altitudine mică, Liziere de ierburi înalte hidrofile de câmpie și de nivel montan până la alpin, Mlaștini turboase de tranziție și turbării mișcătoare, Izvoare fino-scandinave și mlaștini produse de izvoare bogate în minerale, Pante stâncoase silicioase cu vegetație casmofită, Roci stâncoase cu vegetație pionieră de Sedo-Scleranthion sau Sedo albi-Veronicion dillenii, Taiga vestică, Păduri caducifoliate bătrâne naturale hemiboreale fino-scandinave (Quercus, Tilia, Acer, Fraxinus sau Ulmus) bogate în specii epifite, Păduri fino-scandinave bogate în ierburi cu Picea abies, Păduri de conifere pe eskere fluvioglaciare sau legate la acestea, Pășuni din zone de pădure fino-scandinave, Mlaștini împădurite.
La baza desemnării sitului se află mai multe specii protejate de  mamifere (3): vidră de râu (Lutra lutra), veveriță zburătoare siberiană (Pteromys volans), Pusa hispida saimensis.
Pe lângă speciile protejate, pe teritoriul sitului au mai fost identificate 10 specii de plante, 8 specii de păsări, 3 specii de mamifere, 4 specii de pești.